# アケビ科
アケビ科（アケビか、Lardizabalaceae）は、双子葉植物に属する科。7属35種ほどからなり、つる性または直立（Decaisnea属のみ）の低木。
大部分が東アジア（日本、朝鮮からヒマラヤまで）に分布するが、Lardizabala とBoquila の2属はチリに産する。
葉は複葉（大部分は掌状、Decaisnea属のみ羽状）で、互生する。花は単性で3数からなる。萼片は3枚または6枚で花弁のようにみえる。花弁は退化して、ないか、または蜜腺に変化し6個。雄しべは6本。雌しべは3心皮から９心皮（サルゲントカズラは20～40心皮）が離生する。花柱はなく子房の先が柱頭となり、また心皮が完全に閉じていない場合（アケビ属）もある。
果実は液果で多数の種子を含み、アケビやムベなど食用にされるものもある。

## 属
- アケビ属 Akebia - アケビ、ミツバアケビ
- Boquila
- デカイスネア属 Decaisnea
- Holboellia
- Lardizabala
- Sinofranchetia
- ムベ属 Stauntonia - ムベ

また、中国原産のサルゲントカズラ（大血藤）Sargentodoxa cuneata はアケビ科に似ているが心皮が多数（20以上）あり、1種だけで独立のサルゲントカズラ科（Sargentodoxaceae）ともする（APG分類体系ではアケビ科に入れる）。